# Phyllanthus popayanensis
Phyllanthus popayanensis är en emblikaväxtart som beskrevs av Ferdinand Albin Pax. Phyllanthus popayanensis ingår i släktet Phyllanthus och familjen emblikaväxter. Inga underarter finns listade i Catalogue of Life.